# Дальні Прудищі
Дальні Пруди́щі (рос. Дальние Прудищи) — присілок у складі Ленінського міського округу Московської області, Росія.

## Населення
Населення — 141 особа (2010; 98 у 2002).
Національний склад (станом на 2002 рік):
- росіяни — 100 %